# Reinhold Kluthe
Reinhold Kluthe (* 8. Juli 1928 in Dillingen/Saar; † 16. Juli 2007 in Freiburg im Breisgau) war ein deutscher Internist, Nephrologe und Wegbereiter der modernen Ernährungsmedizin.

## Leben
Nach seinem Medizinstudium arbeitete er zunächst am Hygiene-Institut der Universität Freiburg, später an der Medizinischen Universitäts-Poliklinik in Freiburg bei Professor Hans Joachim Sarre, einem der führenden deutschen Nephrologen zur damaligen Zeit.
Kluthe absolvierte Forschungsaufenthalte in Bern und Basel. 1964 habilitierte er sich für das Fach Innere Medizin über das Thema “Pathogenese und Klinik des Eiweißstoffwechsels beim nephrotischen Syndrom”. Von 1965 bis 1991 arbeitete er an der Medizinischen Poliklinik der Universität Freiburg, zunächst als Oberarzt, dann als kommissarischer Direktor. 1970 erhielt er die Professur für Innere Medizin. 1977 übernahm er die Leitung der neu eingerichteten Sektion Ernährungsmedizin und Diätetik und gründete im Folgejahr das allererste Ernährungsteam Deutschlands.
1991 ging Kluthe vorzeitig in den Ruhestand, um sich intensiver seiner Arbeit für die von ihm gegründete Deutsche Akademie für Ernährungsmedizin widmen zu können. 2004 gründete er zusammen mit seinem Sohn die Kluthe-Stiftung.
Am 16. Juli 2007 verstarb Reinhold Kluthe nach langer Krankheit im Alter von 79 Jahren.

## Leistungen
Kluthe hat als einer der Ersten die nachteiligen Auswirkungen von Stoffwechselerkrankungen wie Diabetes mellitus und Adipositas auf die Niere erkannt. Er untersuchte schon früh die Wirkungen einer Salzrestriktion bei einer arteriellen Hypertonie und prägte den Begriff des „salz-sensitiven Patienten“ mit.
In den 60er Jahren entwickelte er zusammen mit Herbert Quirin die Kartoffel-Ei-Diät mit einem niedrigen Proteingehalt für Patienten mit chronischen Nierenerkrankungen im Endstadium. Mit dieser strengen Diät war es in der Vordialysezeit möglich, die Patienten am Leben zu erhalten, bis ein passendes Organ zur Nierentransplantation zur Verfügung stand.
Kluthe baute mehrere ernährungsmedizinische Gesellschaften auf, darunter die 1977 entstandene „Deutsche Arbeitsgemeinschaft für klinische Ernährung und Diätetik“ (DAKED), einem Vorläufer der späteren Deutschen Gesellschaft für Ernährungsmedizin (DGEM). 1978 gab die DAKED unter seiner Federführung ein erstes „Rationalisierungsschema“ heraus, das auf einen wissenschaftlichen Beleg und eine Vereinfachung der in Kliniken angebotenen Kostformen abzielte. 1983 gründete Kluthe mit einigen Mitstreitern die Deutsche Akademie für Ernährungsmedizin (DAEM) mit, der er bis 2004 als Präsident, dann als Ehrenpräsident vorstand. Die von der DAEM entwickelte curriculäre ärztliche Fortbildung zum Ernährungsmediziner diente 1995 als eine der Grundlagen für den Entwurf des Curriculums Ernährungsmedizin der Bundesärztekammer, welches Kluthe maßgeblich mitgestaltete. Er war außerdem 1999 Mitbegründer und in der Folge langjähriges Präsidiumsmitglied des Bundesverbandes Deutscher Ernährungsmediziner (BDEM).
Kluthe war Gründungsherausgeber der vier Zeitschriften "Clinical Nephrology", "Nieren- und Hochdruckkrankheiten", "Aktuelle Ernährungsmedizin" (1997) und "Der Ernährungsmediziner".
Er setzte sich außerdem für die Einhaltung hoher Qualitätsstandards in der Ernährungsmedizin ein, indem er 1997 zunächst eine Zertifizierung für Kliniken (als „Lehrklinik für Ernährungsmedizin der Deutschen Akademie für Ernährungsmedizin“), dann für ernährungsmedizinisch ausgerichtete Arztpraxen (als "Schwerpunktpraxis Ernährungsmedizin Bundesverband Deutscher Ernährungsmediziner") mitentwickelte.

## Schriften
Kluthe veröffentlichte mehr als 350 Publikationen zu Problemen des Stoffwechsels und der Klinik von Nieren- und Hochdruckkrankheiten sowie ernährungsabhängigen Erkrankungen, außerdem mehrere Lehr- und Sachbücher, darunter zusammen mit Herbert Quirin das Diätbuch für Nierenkranke: Ein Ratgeber für Ärzte, Diätassistentinnen und Nierenkranke (Thieme, 1968 - 144 Seiten).
Er arbeitete an den Ernährungsberichten von 1984 und 1988 zu den Themen "Kritische Wertung als Diät propagierter Ernährungsformen" und " Diätetische Versorgung im Krankenhaus" mit.

## Eigene Werke
- Hans Sarre, Reinhold Kluthe: Diät bei Erkrankungen der Niere und Harnwege und bei Nierensteinen. (= Thienemanns Diätkochbücher. Nr. 3). Thienemanns, Stuttgart 1975, ISBN 3-522-31030-6.

## Auszeichnungen und Ehrungen
- 1997 wurde Kluthe für besondere Verdienste auf dem Gebiet der klinischen Ernährung und der Entwicklung der Ernährungserziehung die JSFE-Medaille verliehen.[1][4]

- 2002 erhielt er wegen seiner wissenschaftlichen Verdienste und seinem Einsatz für die ernährungsmedizinische Ärztefortbildung die erstmals vergebene Konrad-Lang-Medaille der Deutschen Gesellschaft für Ernährungsmedizin.[23]

- 2003 wurde Kluthe für überragende Leistungen auf dem Gebiet der Ernährung und Diätetik durch die Albert-Ludwigs-Universität Freiburg mit der Ernst-Kofrányi-Medaille ausgezeichnet.[24]

- 2004 erhielt Kluthe in Freising-Weihenstephan die Ehrenmitgliedschaft der Deutschen Gesellschaft für Ernährung e.V. (DGE).[22]